# Robert Cecil (wicehrabia)

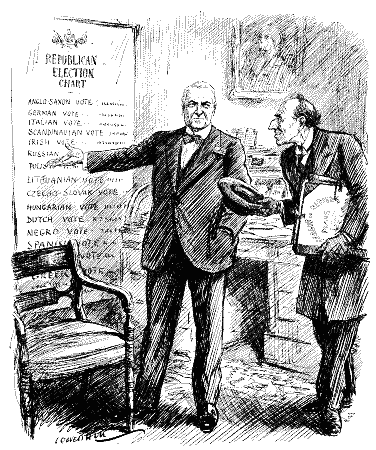
Karykatura z magazynu Punch przedstawiająca Roberta Cecila i Warrena Hardinga

Edgar Algernon Robert Gascoyne-Cecil (ur. 14 września 1864 w Salisbury, zm. 24 listopada 1958 w Turnbridge Wells w hrabstwie Kent) –  brytyjski prawnik, polityk i dyplomata, laureat pokojowej Nagrody Nobla. Był członkiem Partii Konserwatywnej i ministrem w rządach Davida Lloyda George’a i Stanleya Baldwina.

## Życiorys
Był synem Roberta Gascoyne-Cecila, 3. markiza Salisbury, trzykrotnego premiera Wielkiej Brytanii, i Georginy Alderson, córki sir Edwarda Aldersona. W domu rodzinnym odbył podstawową edukację, potem studiował prawo w Eton College i University College na Uniwersytecie Oksfordzkim. W 1887 r. rozpoczął praktykę adwokacką.
W 1906 r. został posłem do Izby Gmin z ramienia Partii Konserwatywnej. Reprezentował okręg wyborczy Marylebone East. Członkiem parlamentu był do 1910 r., a następnie w latach 1911–1923 (za drugim razem reprezentował okręg wyborczy Hitchin). W 1915 r., w czasie I wojny światowej wszedł do rządu Herberta Henry’ego Asquitha jako podsekretarz stanu w Ministerstwie Spraw Zagranicznych. Pełnił tę funkcję również w rządzie Davida Lloyda George’a, a dodatkowo w latach 1916–1918 był ministrem blokady, odpowiedzialnym za wywieranie ekonomicznego nacisku na państwa toczące wojnę z Wielką Brytanią.
W 1916 r. opublikował memorandum przedstawiające jego propozycję unikania wojny, uważane za pierwszy oficjalny dokument, wyrażający poparcie Wielkiej Brytanii dla idei powołania Ligi Narodów. Na konferencji pokojowej w Paryżu, na której podpisano traktat wersalski wchodził w skład delegacji brytyjskiej. W latach 1920–1922 reprezentował dominium Południowej Afryki w Zgromadzeniu Ligi Narodów.
Po powrocie z 5-tygodniowych wykładów o Lidze Narodów w Stanach Zjednoczonych w 1923 r. Cecil otrzymał tytuł 1. wicehrabiego Cecil of Chelwood i zasiadł w Izbie Lordów. W pierwszym rządzie Stanleya Baldwina (1923–1924) piastował stanowisko lorda tajnej pieczęci, a w jego kolejnym gabinecie (od 1924 r.) Kanclerza Księstwa Lancaster. Na tym stanowisku odpowiadał za sprawy związane z Ligą Narodów.
W 1923 był autorem jednego z projektów omawianego w Lidze Narodów układu o wzajemnej pomocy w razie agresji.
Cecil zrezygnował ze stanowiska w 1927 r., kiedy Wielka Brytania nie zgodziła się na zgłoszoną podczas konferencji morskiej w Genewie propozycję Stanów Zjednoczonych zmniejszenia liczby krążowników. Do 1932 r. był brytyjskim delegatem przy Lidze Narodów. W 1937 otrzymał pokojową Nagrodę Nobla za swój udział w tworzeniu Ligi. W 1956 r. otrzymał Order Towarzyszów Honoru.
Był również kanclerzem Uniwersytetu Birmingham (w latach 1918–1944) oraz rektorem Uniwersytetu Aberdeen (w latach 1924–1927). Był honorowym doktorem prawa uniwersytetów: Edynburskiego, Oksfordzkiego, Cambridge, Manchester, Liverpool, St Andrews, Aberdeen, Princeton, Columbii oraz Ateńskiego.
W 1946 r., w wieku 82 lat, brał udział w ostatniej sesji Ligi Narodów w Genewie, kończąc swoje przemówienie słowami: „Liga umarła, niech żyją Narody Zjednoczone!” (The League is dead; long live the United Nations!). Żył jeszcze przez 12 lat okazjonalnie uczestnicząc w obradach Izby Lordów, gdzie zabierał głos w sprawach związanych z utrzymaniem pokoju światowego. Był honorowym dożywotnim przewodniczącym Stowarzyszenia Narodów Zjednoczonych.
Zmarł w 1958 r. Wraz z jego śmiercią wygasł tytuł wicehrabiego.